# Castello di Vigolone
Das Castello di Vigolone ist die Ruine einer mittelalterlichen Höhenburg oberhalb von Vigolone, einem Ortsteil der Gemeinde Calestano in der italienischen Region Emilia-Romagna.

## Geschichte
Das erste Zeugnis einer Burg in Vigolone stammt von 1247, als diese, die Lanfranco da Cornazzano gehörte, ohne Erfolg von den Truppen des Kaisers des Heiligen Römischen Reiches, Friedrich II., angegriffen wurde.
Zwei Jahre später schenkte die Stadt Parma die Festung zusammen mit denen von Calestano, Marzolara und Alpicella dem Grafen von Lavagna, Alberto Fieschi. 1275 ernannte Ottobuono Fieschi, der spätere Papst Hadrian V., seinen Bruder Percivalle zu seinem Erben all dieser Burgen. Nach dem Tod des Letzteren 1290 traten die Neffen Luca, Carlo und Ottobono vom Familienzweig aus Torriglia als Erben ein, die 1313 vom Kaiser des Heiligen Römischen Reiches, Heinrich VII., investiert wurden.
1426 beauftragte der Herzog von Mailand, Filippo Maria Visconti, den Condottiere Pier Maria I. de’ Rossi, die Gebiete des Val Baganza zu erobern, die sich in den Händen der Fieschis, seiner Feinde, befanden. Pier Maria I. eroberte die Burg von Marzolara und ließ in Calestano ein Bollwerk errichten, um den Truppen der Fieschis zu widerstehen, die teilweise in die Burg von Vigolone flüchteten, die später in Feindeshand fiel.
Der Krieg setzte sich jahrelang über das gesamte Gebiet von Parma fort, und 1431 versprach Niccolò Piccinino dem Grafen Gian Luigi Fieschi die Wiedereinsetzung in die Burgen von Marzolara, Calestano und Vigolone am Ende des Konfliktes unter der Voraussetzung, dass sie in der Zwischenzeit in den Händen von Niccolò de’ Terzi, dem Krieger, blieben. Daher befahl er dem Referendar der Stadt Parma, Anton Simone Butigelli, sie De’ Terzi zu überantworten.
1439 verlehnte Filippo Maria Visconti die Lehen an den Kanzler von Niccolò Piccinino, Albertino de’ Cividale, und später an die Grafen von Canino und an Giovanni da Oriate. 1443, am Ende des Krieges, gab der Herzog die Burgen von Calestano, Marzolara und Vigolone an den Grafen Gianantonio Fieschi als Zeichen seiner Verehrung zurück.
1551, während des Krieges um Parma, eroberten die Truppen unter der Führung von Ferrante I. Gonzaga die Burg von Vigolone und wurden nach einigen Tagen vom Heer des Herzogs von Parma, Ottavio Farnese, zurückgeschlagen.
1650 verkauften Carlo Leone und Claudio Fieschi die Lehen von Calestano, Marzolara, Vigolone und Alpicella mit den Burgen und Dependenzen an den Grafen Camillo Tarasconi.
Später geriet die vollkommen aufgegebene Burg in Verfall, bis sie sogar fast ganz verschwand.

## Beschreibung
Von der alten, mittelalterlichen Burg, die auf dem Berggipfel in der Nähe der Siedlung lag, sind nur noch einige Spuren, halb im Dickicht verborgen, erhalten.